# Pravo u 1312.
◄◄ | ◄ | 1309. | 1310. | 1311. | 1312.  | 1313. | 1314. | 1315. | ► | ►►
Arhitektura • Astronomija • Glazba • Knjige • Književnost • Kršćanstvo • Medicina • Pravo • Promet • Slikarstvo • Znanost
Pravo u 1312.

## Hrvatska i u Hrvata

### Događaji
- Splitski statut

## Vanjske poveznice
|  | Zajednički poslužitelj ima još gradiva o temi Pravo |